# 크레이그 커크우드
크레이그 커크우드(Craig Kirkwood, 1974년 8월 10일 ~ )는 미국의 변호사, 전 배우이다. 2006년 연기 활동을 중단하고 2008년부터 변호사로 일하고 있다.
로스앤젤레스에서 태어났다.

## 출연 작품

### 영화
- 바보들의 사랑 (1998, Why Do Fools Fall in Love)
- 리멤버 타이탄 (2000) - 제리 레브 해리스 역
- 하운디드 (2001, Hounded)
- Slash (2002)
- Rain (2003)
- 캘린더 걸스 (2003)